# Microcerculus philomela
Microcerculus philomela е вид птица от семейство Troglodytidae.

## Разпространение
Видът е разпространен в Белиз, Гватемала, Коста Рика, Мексико, Никарагуа и Хондурас.